# 阿桑德
阿桑德 （希臘語：  Άσανδρoς; 生存於前四世紀），他是菲羅塔斯之子，帕曼紐的兄弟。
亞歷山大大帝命令他擔任呂底亞總督，並且還統領原先阿契美尼德帝國總督斯皮瑞達提斯的其它轄區，另外留給他一些維持馬其頓權威的軍隊。在前328年開始，阿桑德和尼阿卡斯率領許多希臘雇傭兵前來扎瑞亞斯帕（Zariaspa）增援亞歷山大。前323年亞歷山大大帝逝世，阿桑德在巴比倫分封協議中獲得卡里亞總督，他的地位並在特里帕拉迪蘇斯分封協議再度確認。之後，阿桑德受帝國攝政安提帕特的命令進攻佩爾狄卡斯的餘黨阿塔羅斯和阿爾塞塔斯，但被他們擊敗。
前317年，當安提柯進軍波西斯和米底亞後，成為所有繼業者最為強大的勢力。於是其他人開始組成反安提柯同盟對抗他，其中包含埃及的托勒密、馬其頓的卡山德等等，阿桑德也加入這個同盟裡。前315年，安提柯派遣侄子托勒密率領一支軍隊前往解救阿米索斯，在收復卡帕多細亞後，托勒密一路進軍，並攻入阿桑德的卡里亞。幸好阿桑德在盟友卡山德和埃及的托勒密支援下穩住了局面。前313年，安提柯親自率軍對付阿桑德，並迫使他簽署嚴苛的和約，其中包含阿桑德的軍隊規模受到限制、讓境內希臘沿海城邦自由、附屬在安提柯之下、並把兄弟阿伽松送到安提柯處作為人質。條約簽定之後的幾天，阿桑德受不了這麼屈辱的條約並撕裂了它，他開始瞎造一些不能送人質過去的理由，並且派使者向埃及的托勒密和塞琉古求援。安提柯對於阿桑德背約的行為相當憤怒，立即派出軍隊強制解放卡里亞境內希臘城邦，並把卡里亞整個征服。對於之後阿桑德的結果不清楚，之後阿桑德就沒出現在歷史中了。